# Chebdzie
Chebdzie (dawn. Hebdzie) – wieś sołecka w Polsce położona w województwie świętokrzyskim, w powiecie włoszczowskim, w gminie Moskorzew
Położona 3 km na południe od Moskorzewa, 29 km na południe od Włoszczowy, 68 km na południowy zachód od Kielc.
W latach 1975–1998 miejscowość administracyjnie należała do województwa częstochowskiego.
W miejscowości znajduje się dwumetrowy kopiec Kościuszki, znajdujący się na  żółtym szlaku turystycznym z Moskorzewa do Szczekocin (szlaku „kosynierów”), prowadzącym po polach bitwy pod Szczekocinami, która rozegrała się w 1794 r. na polach między wsiami Chebdzie i Wywła.

## Historia
W roku 1307 Chebdzie wymienione jest w składzie kasztelanii lelowskiej.
- 1307 Władysław Łokietek poświadcza, że Strasz z Końskich (wówczas opoczyńskie) syn Dobiesława zastawił za 250 grzywien srebra na 2 lata biskupowi krakowskiem Janowi Goleniowy i Chebdzie w kasztelanii lelowskiej
- 1353 biskup krakowski Bodzanta poświadcza, że Otto kantor sandomierski, kanonik krakowski i kanclerz polski (co się równa wielkopolski) nadał ufundowanemu przezeń kościołowi parafialnemu we wsi Goleniowy 2 łany tamże i karczmę w Chebdzie[8].
- 1470-80 Długosz pisze o Chebdzie jako dziedzictwie PIlawitów Długosz L.B.t. s.20[9][10]
- W roku 1780 właścicielem Hebdzia (Chebdzia) był generał Jan Michałowski, który prócz tego był właścicielem Lasochowa, Wiśnicza, Stągniewic, Perzyn, Moskorzewa, Bieńkowa, Brankowa i Woli Braneckiej[11].